# Draagvolgorde van de Oostenrijkse onderscheidingen
In het sterk hiërarchisch ingerichte Keizerrijk Oostenrijk, het land was in een personele unie met het Apostolisch Koninkrijk Hongarije verenigd, was bij decreet de volgende draagvolgorde voor onderscheidingen vastgesteld:
- Militär-Maria Theresien-Orden, Großkreuz (Orde van Maria Theresia)
- Militär-Maria Theresien-Orden, Kommandeurkreuz
- Militär-Maria Theresien-Orden, Ritterkreuz
- Königlich Ungarischer St. Stephans-Orden, Großkreuz (Orde van de Heilige Stefanus)
- Militärverdienstkreuz, 1. Klasse (Kruis voor Militaire Verdienste (Oostenrijk-Hongarije))
- Leopold-Orden, Großkreuz (Leopoldsorde (Oostenrijk))
- Leopold-Orden, 1. Klasse
- Orden der Eisernen Krone, 1. Klasse (Orde van de IJzeren Kroon (Oostenrijk))
- Königlich Ungarischer St. Stephans-Orden, Kommandeurkreuz
- De Grote Medaille voor Militaire Verdienste, "Große Militärverdienstmedaille" of "Signum Laudis".
- Franz Joseph-Orden, Großkreuz (Frans Jozef-Orde)
- Oorlogskruis voor Burgerlijke Verdienste ("Kriegskreuz für Zivilverdienste"), 1. Klasse
- Ehrenzeichen vom Roten Kreuz, Verdienststern

- K.u.K. Öster.-Ung. Ehrenzeichen für Kunst und Wissenschaft (Keizerlijk-Koninklijk Oostenrijks-Hongaars Ereteken voor Kunst en Wetenschap)
- Leopold-Orden, Kommandeurkreuz
- Militärverdienstkreuz, 2. Klasse
- Königlich Ungarischer St. Stephans-Orden, Kleinkreuz
- Orden der Eisernen Krone, 2. Klasse
- Franz Joseph-Orden, Komturkreuz mit Stern
- Leopold-Orden, Ritterkreuz
- Franz Joseph-Orden, Komturkreuz
- Kriegskreuz für Zivilverdienste, 2. Klasse
- Franz Joseph-Orden, Offizierkreuz
- Orden der Eisernen Krone, 3. Klasse
- Franz Joseph-Orden, Ritterkreuz
- Elisabeth-Theresia-Orden (Elisabeth-Theresia-Orde)
- De Gouden Medaille voor Dapperheid , "Goldene Tapferkeitsmedaille für Offiziere".
- Kriegskreuz für Zivilverdienste, 3. Klasse
- Silberne Tapferkeitsmedaille 1. Klasse für Offiziere
- Franz Joseph-Kreuz
- Militärverdienstkreuz, 3. Klasse
- Geistliches Verdienstkreuz, 1. Klasse (Kruis van Verdienste voor Militaire Geestelijken)

- Geistliches Verdienstkreuz, 2. Klasse
- Silberne Militärverdiensmedaille
- Bronzene Militärverdiensmedaille
- Gedenkzeichen Kaiser und König Franz Joseph, 1. Klasse
- Goldene Tapferkeitsmedaille
- Burgerlijk Kruis van Verdienste ("Goldenes Verdienstkreuz mit Krone")
- Goldenes Verdienstkreuz
- Silberne Tapferkeitsmedaille, 1. Klasse
- Silberne Tapferkeitsmedaille, 2. Klasse
- Silbernes Verdienstkreuz mit Krone
- Silbernes Verdienstkreuz
- Bronzene Tapferkeitsmedaille
- Eisernes Verdienstkreuz mit Krone
- Eisernes Verdienstkreuz
- Karl-Truppen-Kreuz
- Kriegskreuz für Zivilverdienste, 4. Klasse
- Gedenkzeichen Kaiser und König Franz Joseph, 2. Klasse
- Verwundetenmedaille
- Kriegsmedaille
- Militärdienstzeichen für Offiziere, 1. Klasse
- Ehrenmedaille für 40 Jahre treue Dienste
- Militärdienstzeichen für Offiziere, 2. Klasse
- Militärdienstzeichen für Offiziere, 3. Klasse
- Ehrenzeichen vom Roten Kreuz, 1. Klasse
- Ehrenzeichen vom Roten Kreuz, 2. Klasse
- Silberne Ehrenmedaille vom Roten Kreuz
- Bronzene Ehrenmedaille vom Roten Kreuz
- Militärdienstzeichen für Mannschaft, 1. Klasse
- Militärdienstzeichen für Mannschaft, 2. Klasse
- Militärdienstzeichen für Mannschaft, 3. Klasse
- Jubiläums-Hofmedaille
- Jubiläums-Erinnerungsmedaille für die bewaffnete Macht
- Jubiläums-Erinnerungsmedaille für Zivilstaatsbedienstete
- Jubiläumskreuz für Hof
- Militär-Jubiläumskreuz
- Jubiläumskreuz für Zivilstaatsbedienstete
- Bosnisch-Herzegowinische Erinnerungsmedaille
- Erinnerungskreuz 1912-13

- De Gouden Dapperheidsmedaille ("Die Goldene Tapferkeitsmedaille") voor officieren werd voor de ridderorden gedragen. Onderscheidingen die in oorlogstijd werden toegekend (" Ehrenzeichen am Kriegsband" of eretekens met de kransvormige oorlogsdecoratrie ("mit Kriegsdekoration" of met de zwaarden hadden voorrang op dein vredestijd verleende onderscheidingen.)

De Orde van het Gulden Vlies werd niet in deze rangorde opgenomen. Ridders in deze exclusieve orde legden het kleinood niet af.